# Provincia de Papúa Suroccidental
Papúa Suroccidental, del Suroeste o del Sudoeste (en indonesio: Papua Barat Daya) es una provincia de Indonesia y es una fracción de Nueva Guinea Occidental. Si bien recibe el nombre de "sudoeste", la provincia se encuentra realmente al extremo noroeste de Papúa, por lo cual es un nombre inapropiado; "Barat Daya", o Lejano Oeste, también se refiere al lugar en el cual el sol se pone en el solsticio de verano. El área que pertenece a esta provincia incluye el área del Gran Sorong (en indonesio: Sorong Raya) que consta de la ciudad de Sorong, y las regencias de Sorong, Sorong del Sur, Maybrat, Tambrauw y Raja Ampat. El Proyecto de Ley sobre el Establecimiento de la Provincia de Papúa del Suroeste se convirtió en ley y así creó la 38.ª provincia de Indonesia.
Papúa Suroccidental se encuentra en el extremo noroeste de un área llamada península de Doberai. El extremo más occidental de esta provincia es el Área marina protegida regional de Raja Ampat cuya belleza es mundial y tiene una alta diversidad de vida marina como arrecifes de coral, tortugas gigantes, mantarrayas y tiburones ballena por lo que se le llama paraíso para los buceadores. Las islas Raja Ampat consisten en varias islas como Batanta, Misool, Salawati y Waigeo. La capital de Papúa del Sudoeste es Sorong, conocida como productor de petróleo y gas y un centro de entrada a Papúa con instalaciones portuarias y aeroportuarias completas, lo que la convierte en una de las ciudades más desarrolladas de Papúa. En esta provincia hay muchos ecosistemas como selvas tropicales y montañas que aún se conservan. La regencia de Tambrauw, que es un destino muy conocido para la observación de aves, fue declarada  como distrito de conservación para aumentar el ecoturismo.

## Geografía

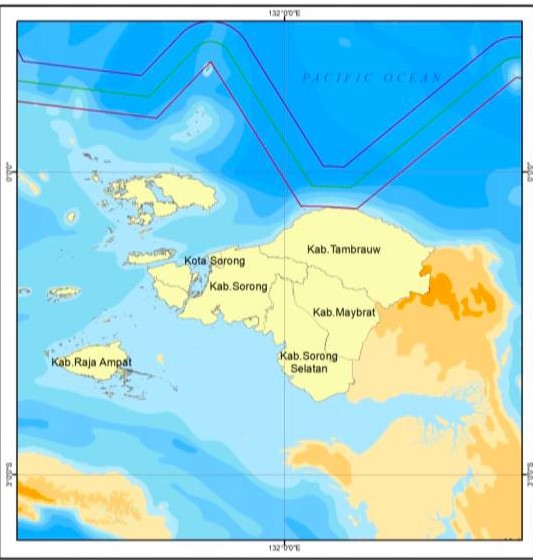
Mapa administrativo de la provincia de Papúa Suroccidental.

### Montañas
- Monte Kwoka en la regencia de Tambrauw
- Montañas Tamarau en la regencia de Tambrauw

### Lagos
- Lago Framu en la regencia de Maybrat
- Lago Uter en la regencia de Maybrat
- Lago Framu en la regencia de Maybrat

### Ríos
- Río Kohoin en la regencia de Sorong del Sur
- Río Kais en la regencia de Sorong del Sur
- Río Panta Kapal en la regencia de Sorong del Sur
- Río Warswai en Tambrauw
- Río Wowei en Tambrauw

## Administración
La nueva provincia, cuando se cree, constará de cinco regencias más la ciudad autónoma de Sorong, que tiene el mismo estatus que una regencia. Las áreas y poblaciones según los censos de 2010 y 2020, junto con las estimaciones oficiales a mediados de 2021, se tabulan a continuación:
| Nombre                                      | Capital          | Área (km 2 ) | Población censo 2010 | Población censo 2020 | Población estimada a mediados de 2021 | Número de distritos | Número de Pueblos | IDH estimación 2018 |
| ------------------------------------------- | ---------------- | ------------ | -------------------- | -------------------- | ------------------------------------- | ------------------- | ----------------- | ------------------- |
| Ciudad de Sorong                            | Ciudad de Sorong | 656.64       | 190,625              | 284.410              | 289,767                               | 10                  | 41                | 0.774 ( High )      |
| Regencia de Sorong                          | Aimas            | 6.544,23     | 70,619               | 118,679              | 121,963                               | 30                  | 252               | 0.643 ( Medium )    |
| Regencia de Sorong Selatan (Sorong del Sur) | Teminabuan       | 6.594,31     | 37,900               | 52,469               | 53,167                                | 15                  | 123               | 0.610 ( Medium )    |
| Regencia de Raja Ampat                      | Waisai           | 8,034.44     | 42,507               | 64,141               | 65,403                                | 24                  | 121               | 0.628 ( Medium )    |
| Regencia de Tambrauw                        | Fef              | 11.529,18    | 6,144                | 28,379               | 31,385                                | 29                  | 218               | 0.520 ( Bajo )      |
| Regencia de Maybrat                         | Kumurkek         | 5.461,69     | 33,081               | 42,991               | 43,364                                | 24                  | 260               | 0.582 ( Bajo )      |
| Totales                                     | Totales          | 38.820,49    | 380.876              | 591,069              | 605,049                               | 132                 | 1,015             |                     |